# Robert Montdargent
Robert Montdargent, né le 7 juin 1934 à Paris (Seine), est un journaliste et homme politique français.
Membre du Parti communiste français, il est député du Val-d'Oise de 1974 à 1993, conseiller régional d'Île-de-France de 1978 à 1986 et maire d'Argenteuil de 1977 à 1995.

## Biographie
Robert Montdargent est le fils de Maurice Montdargent et de Berthe Varois. Il épouse en 1958 Charlotte Pamphile avec qui il a deux enfants.
Après des études secondaires au lycée Montaigne et au lycée Louis-le-Grand, Robert Montdargent devient rédacteur de la Renaissance du Val-d’Oise, journal de la fédération du Parti communiste français (PCF) du Val-d'Oise à laquelle il adhère et dont il est le premier secrétaire en 1966. Il entre au comité central du PCF en 1970.

## Député du Val-d'Oise
Il devient député de la 3e circonscription du Val-d'Oise le 29 avril 1974 à la suite du décès de Léon Feix.
Il remplit cinq mandats, jusqu'en 1993. Il fait partie de la commission des Affaires étrangères dont il occupe la vice-présidence.

## Gestion d'Argenteuil
Sa gestion de la ville fut qualifiée de chaotique par ses adversaires[réf. nécessaire]. Il s'opposa notamment à l'utilisation par le Parti communiste d'un tract dénonçant le coût de l'immigration pour les communes, tract qui avait une visée électorale[réf. nécessaire]. Il est battu par le candidat de droite dans sa circonscription lors des élections législatives de 1993 marquées par un fort recul de la gauche et, désavoué par la section communiste locale, est à nouveau battu en 1995 sur la commune d'Argenteuil par la liste communiste officielle conduite par Roger Ouvrard, lui-même conduisant une liste dissidente.
Sa gestion de la commune a été critiquée par la Chambre des comptes. L'endettement de la commune atteint en 1997 près de 1 milliard de francs. Pour ses adversaires du Parti socialiste, Robert Montdargent est responsable du « gouffre financier » dans lequel s'est trouvée la commune du fait de « projets pharaoniques » et de sa mise sous tutelle ultérieure.

## Publications
- Pour l'aéronautique, Éditions sociales, 1978
- Le défi aérospatial, Servédis, 1989
- Gabriel Péri ou la double loyauté, Le Temps des Cerises, 2001  (ISBN 2-84109-335-2)